# Johann Gottfried Hermann
Pour les articles homonymes, voir Hermann.
Johann Gottfried Hermann (né le 12 octobre 1707 à Altjeßnitz, mort le 30 juillet 1791 à Dresde) est un théologien luthérien allemand.

## Biographie
Johann Gottfried Hermann est le fils du maître prédicateur Gottfried Hermann et d'Eleonora Sophia Olearius, fille du surintendant d'Arnstadt. Il a des cours particuliers de son père et de son tuteur jusqu'à l'âge de 16 ans. En 1722, il obtient du conseil de Wittenberg un poste vacant à l'école princière St. Augustin à Grimma. Pendant ce temps, Hermann développe des compétences spéciales en mathématiques, poésie, latin et grec.
Le directeur adjoint de l'école princière de Grimma, Heinrich August Schumacher, lui confie l'élaboration de tous les écrits du lycée. Grâce à la venue du comte de Bünau, Hermann reçoit une bourse. Il s'inscrit ensuite à l'université de Leipzig en 1728, où il étudie la théologie, mais continue également à se consacrer aux mathématiques et apprend l'hébreu et suit des cours de philosophie. Il trouve le soutien du professeur de mathématiques Christian August Hausen, qui l'accueille chez lui. Hermann obtient le diplôme universitaire d'une maîtrise en 1731, après quoi il commence à donner des cours de mathématiques à la faculté de philosophie. Il entre au collège des prédicateurs pour poursuivre ses études théologiques et d'homilétique.
Sans avoir postulé, Hermann est nommé diacre à Ranis en 1731. Il déménage à Pegau comme diacre en 1734 et est recommandé comme prédicateur à la congrégation luthérienne à Amsterdam trois ans plus tard. Il y donne ses premiers sermons le 9 et 12 février 1738. En raison d'un départ final retardé, il est nommé surintendant à Plauen le 23 juillet par le bureau consistorial principal de Dresde ; Hermann n'ose pas refuser cette promotion et démissionne à Amsterdam. Le nouveau bureau supérieur incite Hermann à devenir docteur en théologie le 6 juillet 1739 à l'université de Wittenberg. À Plauen, il élabore un nouveau recueil de cantiques du Vogtland publié en 1742. Il écrit un avant-propos et ajoute la chanson composée par lui Geht hin, ihr gläubigen Christen, ins weite Feld der Ewigkeit.
Hermann se voit proposer plusieurs postes lucratifs, qu'il refuse parce qu'il veut rester à Plauen. Il ne peut refuser sa nomination le 28 mai 1746 au poste de prédicateur principal de la cour et de conseiller principal du consistoire de Dresde. Il devient aussi membre du conseil d'administration de tous les surintendants saxons.
Son ouvrage Historia concertationum de pane azymo et fermeutato in cocea domini publié en 1737 lui vaut d'être inscrit à l’Index librorum prohibitorum.
Johann Gottfried Hermann épouse Christiane Sophie Schell, fille du professeur Johann Christian Schell, à Leipzig en 1732. Six enfants sont connus de ce mariage, dont Christian Gottfried Hermann (1743–1813), ami d'enfance de Goethe et plus tard maire de Leipzig.